# Shin Megami Tensei V
Shin Megami Tensei V ist ein Rollenspiel aus dem Jahr 2021, das von Atlus  für die Nintendo Switch  entwickelt und veröffentlicht wurde. Es ist Teil der Shin-Megami-Tensei-Serie, der zentralen Serie der größeren Megami-Tensei-Franchise. Produziert von Shin-Megami-Tensei-IV-Regisseur Kazuyuki Yamai, wurde es als Hybrid zwischen Shin Megami Tensei III: Nocturne und Shin Megami Tensei IV entworfen, mit wiederkehrenden Gameplay-Mechaniken wie dem Anheben und Verschmelzen von Dämonen. Das Spiel verkaufte sich bis April 2022 über eine Million Mal.
Eine erweiterte Version, Shin Megami Tensei V: Vengeance, wurde am 21. Juni 2024 für die Nintendo Switch, PlayStation 4, PlayStation 5, Windows, Xbox One und Xbox Series X/S veröffentlicht.